# السائح (جريدة)
السائح هي مجلة باللغة العربية أسسها عبد المسيح حداد في مدينة نيويورك عام 1912. واستمر نشرها حتى عام 1957. قدمت أعمال الشخصيات الأدبية وشعراء المهجر في الولايات المتحدة (مثل أمين الريحاني، جبران خليل جبران، ميخائيل نعيمة وإيليا أبو ماضي) وأصبحت "المتحدث الرسمي" باسم الرابطة القلمية، شارك في تأسيسها مع نسيب عريضة بين عامي 1915 - 1916.